# Bjelave
Bjelave je naselje u Sarajevu.
U ovom području, prije dolaska Osmanlija, bilo je kršćansko srednjevjekovno selo Bilave. Ime je ikavskog odraza jata, koji je starinski govor ovog kraja. Smatra se da je obližnji Mejtaš tad bio nenaseljena uska zaravan i da je pripadalo stanovnicima Bilava. U osmanskim vremenima predio se postupno naseljava. Od mjesta gdje izvire Buka potok, a to je podno Bilava, obitelj bogatih obrtnika i esnaflija Kevro imala je svoje kuće i bašče sve do zaravni Mejtaša. Gornji dio Buka potoka tekao je kroz njihove bašče pa je zato nosio ime Kevrin. Donji dio potoka zvao se Buka potok, jer se u kaskadama strmoglavljivao prema Miljacki i proizvodio buku. Potok je kanaliziran 1931., a ulica nad njime, asfaltirana je. Dobila je ime Dalmatinska, a dotad je tek bila malom stazom uz potok. Gornji dio potoka kanaliziran je 1935. i iznad njega je izrađena ulica Kevrin potok.
Oko Bjelava su naselja Mejtaš, Crni vrh, Ciglane, Breka, Podhrastovi, Medrese, Sumbuluša, Kovači i Baščaršija.